# Esmée Denters
Esmée Denters (født 27. september 1988) er en hollandsk kunstner, som fik sin berømmelse vha. YouTube. I sine videoer synger hun kendte sange. Justin Timberlake har bl.a. arbejdet med Esmée. Hun har været med i forskellige kendte tv-show. Hun har bl.a. været med i The Oprah Winfrey Show.